# U-2
O Unterseeboot 2 foi um submarino alemão que serviu na Kriegsmarine durante a Segunda Guerra Mundial, tendo atuado na sua maior parte do tempo como um submarino de treinamentos, tendo realizado somente duas patrulhas de guerra nas quais não afundou nenhuma embarcação inimiga.
O submarino foi afundado no dia 8 de Abril de 1944 a oeste de Pillau após ter colidido com o navio de guerra alemão Helmi Söhle, causando assim a morte de 17 tripulantes enquanto que outros 18 conseguiram se salvar.

## Comandantes
| Comandante                      | Data                                            |
| ------------------------------- | ----------------------------------------------- |
| Hermann Michahelles             | 25 de Julho de 1935 - 30 de Setembro de 1936    |
| Kptlt. Heinrich Liebe           | 1 de Outubro de 1936 - 31 de Janeiro de 1938    |
| Oblt. Herbert Schultze          | 31 de Janeiro de 1938 - 16 de Março de 1939     |
| Kptlt. Helmut Rosenbaum         | 17 de Março de 1939 - 5 de Agosto de 1940       |
| Oblt. Hans Heidtmann (interino) | 7 de Julho de 1940 - 5 de Agosto de 1940        |
| Georg von Wilamowitz-Möllendorf | 6 de Agosto de 1940 - Outubro de 1941           |
| Karl Kölzer                     | Outubro de 1941 - 15 de Maio de 1942            |
| Oblt. Werner Schwaff            | 16 de Maio de 1942 - 19 de Novembro de 1942     |
| Oblt. Helmut Herglotz           | 20 de Novembro de 1942 - 12 de Dezembro de 1943 |
| Oblt. Wolfgang Schwarzkopf      | 13 de Dezembro de 1943 - 8 de Abril de 1944     |

## Carreira

### Subordinação
| 1 de Julho de 1935 - 1 de Agosto de 1939 | U-Bootschulflottille       |
| 1 de Julho de 1940 - 8 de Abril de 1944  | 21. Unterseebootsflottille |

### Patrulhas
|       | Comandante              | Partida     | Partida       | Chegada     | Chegada       | Dias    |
| ----- | ----------------------- | ----------- | ------------- | ----------- | ------------- | ------- |
| 1     | Kptlt. Helmut Rosenbaum | 15 Mar 1940 | Kiel          | 29 Mar 1940 | Wilhelmshaven | 15 dias |
| 2     | Kptlt. Helmut Rosenbaum | 4 Abr 1940  | Wilhelmshaven | 15 Abr 1940 | Wilhelmshaven | 12 dias |
| Total | Total                   | Total       | Total         | Total       | Total         | 27 dias |